# Московско-Рязанский регион Московской железной дороги
Московско-Рязанский регион Московской железной дороги — один из восьми регионов МЖД.
Регион включает большинство линий в Рязанской области и часть в Московской.
Главный ход к Голутвину (центральный вокзал города Коломна), длина — 117 км, часть от Москвы принадлежит Московско-Курскому региону, от пл. Радуга — к Московско-Рязанскому. Далее линия идёт до Рязани, где расходится на два направления: юго-восточное (на Рузаевку — Сызрань — Самару, граница с Куйбышевской железной дорогой по станции Кустарёвка) и южное (на Ряжск — Мичуринск, далее на Тамбов и Воронеж; граница с Юго-Восточной железной дорогой по станции Ряжск-1).
На юго-восточном направлении от станции Кустарёвка отходит 150-километровая однопутная тепловозная ветка до станции Вернадовка Куйбышевской железной дороги, проходящая по территории Республики Мордовия, Пензенской и Тамбовской областей. Участок данной линии до станции Морсово также входит в Московско—Рязанский регион МЖД.
Из Москвы по Рязанскому направлению в пределах региона следуют пригородные электропоезда до Воскресенска, Коломны, Луховиц, Рязани.
Через регион проходят маршруты пассажирских поездов, следующих из Москвы в Среднее Поволжье, на Южный Урал, Северный Кавказ, в страны Средней Азии и Казахстан.

## История
Рязанская линия — одна из старейших на Московской железной дороге: движение по ней было открыто в 1862 году.
В 2011 году Московско-Рязанское отделение было упразднено. Был создан Московско-Рязанский регион, границы которого отличаются. Значительная часть линий в Москве и Московской области были переданы Московско-Курскому региону: Казанское направление МЖД полностью с примыкающими участками Большого кольца МЖД, участок Рязанского направления МЖД от Москвы до Бронниц. Все раздельные пункты на территории региона стали входить в созданный Московско-Рязанский центр организации работы железнодорожных станций ДЦС-2 Московской дирекции управления движением. В начале 2012 года ДЦС-2 был переименован в Рязанский.
В 2013 году границы регионов были немного изменены: участки Большого кольца со станциями Непецино (и пл. Ратмирово), Берендино и Лопатино, Егорьевск I были переданы в Московско-Рязанский регион из Московско-Курского. С 1 января 2014 года границы Рязанского ДЦС-2 и Московско-Горьковского ДЦС-8 приведены в соответствие границам регионов: четыре упомянутых раздельных пункта переданы из ДЦС-8 в ДЦС-2.

## Территория
Московско-Рязанский регион обслуживает следующие линии:
- Рязанское направление МЖД от границы с Московско-Курским регионом: от станции Бронницы (исключая её) и далее на Рыбное, Рязань, Ряжск (на узле Ряжск I / Ряжск II / Пост 315 км границы с Тульским регионом МЖД, с Мичуринским регионом ЮВЖД и с Пензенским регионом КбшЖД).
  - ответвление Рязань-1 — Кустаревка — Выша (на двух последних станциях границы с Пензенским регионом КбшЖД)
- Павелецкое направление МЖД от границы с Московско-Курским регионом: участки Ступино — Ожерелье — Пчеловодное (далее граница с Тульским регионом), Ожерелье — Узуново — Мшанка (пересекает линию Тульского региона) — Павелец-1-Тульский (далее граница с ЮВЖД)
- Большое кольцо МЖД — только участок Непецино / 88 км — Берендино / Егорьевск I (с трёх концов граница с Московско-Курским регионом)
- Хордовая линия Узуново — Рыбное

## Современное состояние
Подвижной состав для пригородного пассажирского сообщения по Рязанскому направлению в пределах Московской области предоставляет ТЧ-7 Раменское.
Цветовая гамма оформления остановочных пунктов — зелёная. Таблички на станциях и платформах травянисто-зелёные с надписями белым шрифтом
В настоящее время Московско-Рязанское отделение является на МЖД одним из наиболее развитых в инфраструктурном отношении: основные пути полностью электрифицированы и оборудованы специальными ограждениями, все остановочные пункты от Казанского вокзала до станции Голутвин и от Люберец до Черустей имеют высокие платформы, большинство платформ капитально отремонтированы, парк электричек полностью обновлен и состоит почти исключительно из поездов типа ЭД4М и ЭД4МК производства Демиховского машиностроительного завода.
Отделение как самостоятельное структурное подразделение упразднено с 1 января 2011 года.

## Управление
Управление находится по адресу: Россия, г. Рязань, ул. Вокзальная, 34а.